# Édouard Vaillant
Pour les articles homonymes, voir Vaillant.
 (octobre 2019).
Marie Édouard Vaillant, dit Édouard Vaillant, né le 29 janvier 1840 à Vierzon (Cher) et mort le 18 décembre 1915 à Paris, est un homme politique socialiste et journaliste français.
Sous le Second Empire, il est d'abord un socialiste d'orientation proudhonienne mais évolue vers le blanquisme et devient un proche de Auguste Blanqui. En 1871, il participe à la Commune de Paris durant laquelle il est délégué à l'éducation puis est obligé de s'exiler. Sous la Troisième République, il fonde, avec Ernest Granger et Émile Eudes, le Comité révolutionnaire central (CRC), destiné à rassembler les militants blanquiste. Par la suite, il fonde le Parti socialiste révolutionnaire (PSR) et devient, au côté de Jean Jaurès, Jules Guesde et Jean Allemane, un des membres du quatuor majeur du socialisme français de la fin du XIXe siècle et du début du XXe siècle. Rallié à l'Union sacrée durant la Première Guerre mondiale, il meurt d'épuisement en 1915.

## Biographie

### Jeunesse et formation
Issu d'une famille aisée, Édouard Vaillant naît le 29 janvier 1840 à Vierzon, dans le Cher, au no 3 de la rue Neuve (actuelle avenue de la République). Il passe les deux premières années de sa vie à Vierzon, avant que sa famille ne s'installe simultanément à Salbris (Loir-et-Cher) et à Paris dans le quartier du Panthéon. Il apprend le latin à Salbris avec un prêtre. Il devient interne à l'âge de huit ans au collège Sainte-Barbe de Paris, où il supporte mal la discipline. En 1857, il obtient son baccalauréat ès sciences et prépare son entrée à l'École centrale Paris où cinq ans plus tard il est diplômé "Ingénieur des Arts et Manufactures".

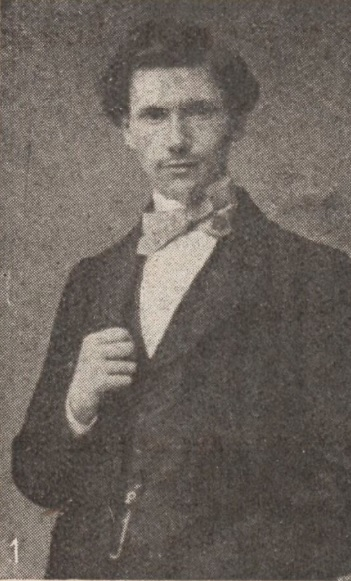
Edouard Vaillant à 20 ans.

En 1865 il est docteur ès sciences à la Sorbonne. Devenu docteur en médecine en Allemagne, puis obtenant après la Commune les équivalences nécessaires en Angleterre, Vaillant pourra exercer la médecine dans ces deux pays, mais pas en France, où son autorité dans ce domaine sera cependant largement reconnue. Cela lui permettra de mener à bien de nombreuses réformes en matière d’hygiène et d’enseignement médical. À Londres, il est même, en tant que chirurgien, membre du Royal College of Surgeons et assistant du célèbre spécialiste européen de la gorge Morell Mackenzie. Pendant son séjour universitaire en Allemagne, il adhère à Genève à l'Association internationale des travailleurs et fréquente les milieux révolutionnaires où il rencontre Charles Longuet, Louis-Augustin Rogeard, Jules Vallès. Il découvre ainsi les thèses de Pierre-Joseph Proudhon, dont il fait la connaissance.
Il rentre à Paris au début de la guerre franco-prussienne de 1870. Il a alors une adresse à Vierzon-Ville, 27 route de Paris (actuellement le lycée technique Henri Brisson). Le 4 septembre 1870, il prend part à l'insurrection parisienne. Avec Charles Longuet, il envoie un télégramme à Karl Marx pour l'informer de la chute de l'Empire et de la composition du nouveau gouvernement. Pendant le siège, il sert à l’artillerie de la Garde nationale. Édouard Vaillant est signataire du manifeste du comité central des vingt arrondissements.

### Participation à la Commune

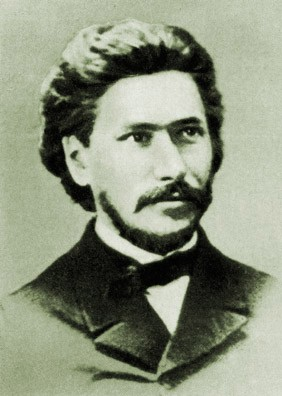
Edouard Vaillant à 26 ans durant la Commune de Paris.

Dès la capture de Napoléon III, Édouard Vaillant prend part à l'agitation révolutionnaire qui s'empare de Paris. Il assiste ainsi à l'avènement de la IIIe République le 4 septembre 1870. Pendant le siège de Paris, il fait la connaissance d'Auguste Blanqui. Il est à l'origine du Comité central républicain des Vingt arrondissements, participe aux soulèvements des 31 octobre 1870 et du 22 janvier 1871 dirigés contre la politique du Gouvernement de la Défense nationale et qui tentent d'instaurer la Commune, refusant les négociations d'armistice. Il participe à la création du Comité central de la Garde nationale. Le 5 janvier 1871, il est un des quatre rédacteurs de l'Affiche rouge, qui appelle à la formation d'une Commune à Paris. Le 8 février, il est, sans succès, candidat socialiste révolutionnaire aux élections à l'Assemblée nationale.
Après le déclenchement de la Commune, il est élu au Conseil de la Commune dans le 8e arrondissement. Il devient délégué à l'Instruction publique, succédant à Édouard Roullier. Il tente de développer l'école pour tous. Il s'attache d'abord à réorganiser les écoles primaires qui subissent la désaffection d'une bonne part des religieux. Il essaie d'instaurer la laïcité à l'école en interdisant l'enseignement religieux. Il tente aussi de valoriser l'éducation des filles et l'enseignement professionnel. Mais, la rapide fin de la Commune empêche une véritable mise en place de ses réformes. Il est également gérant du Journal officiel de la Commune.

### Exil à Londres 1871-1880

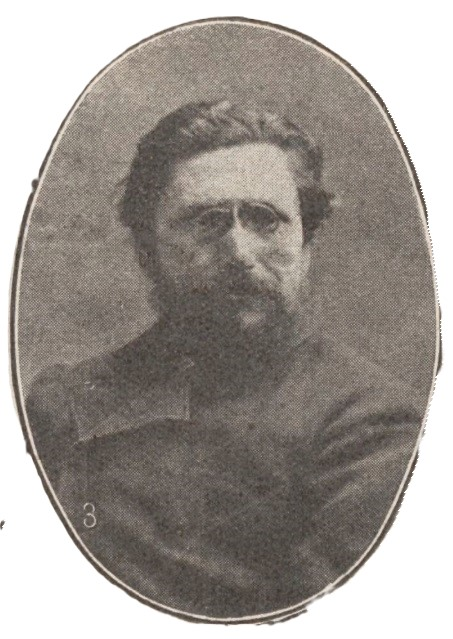
Edouard Vaillant à Londres.

Dès la fin de la Semaine sanglante, il s'exile en l'Angleterre, en passant par l'Espagne et le Portugal (sans attendre sa condamnation à mort par contumace, en juillet 1872, par le 3e Conseil de guerre). Rejoint par sa mère fortunée, il déménage dans le Grand Londres, à Kentish Town, où il vit dans une certaine aisance.
À Londres, il entre au secrétariat de l'Internationale où il continue à militer dans la tendance blanquiste. Mais il rompt en 1872, trouvant que l'Internationale n'est pas assez révolutionnaire. Il anime également le groupe blanquiste de la Commune révolutionnaire, auteur d'un manifeste communiste, Aux Communeux (juin 1874).

### Retour d'exil à Vierzon et dans le Cher 1880-1884
De retour en France après la loi d'amnistie du 11 juillet 1880, il poursuit le combat politique aux côtés de Blanqui qu'il aide à lancer le quotidien Ni Dieu, ni maître auquel il collabore. Il se consacre particulièrement à la propagande révolutionnaire dans le Cher, se fixant à Vierzon. Il est aussi l'un des dirigeants du Comité révolutionnaire central (CRC) créé en 1881 après la mort de Blanqui.

### Le conseiller municipal en 1884
En 1884 il est élu simultanément conseiller municipal à Vierzon-Ville, Vierzon-Villages, et dans le quartier de Belleville Paris dans le 20e arrondissement.
Il opte pour ce dernier mandat qui lui sera renouvelé en 1887 et qu'il n'abandonnera qu'après son élection à la Chambre des députés. Puis, député de la circonscription en 1893 dans le quartier du Père-Lachaise, il sera régulièrement réélu jusqu'à sa mort en 1915.
Vaillant tente d'unir les courants du socialisme, mais la montée du boulangisme provoque une nouvelle division en 1889, quand Granger et les partisans d'une participation au Boulangisme s'opposent à Vaillant, prônant le ni-ni, et quittent le CRC pour fonder le Comité central socialiste révolutionnaire.

### Le député de Paris en 1893
Il est élu le 3 septembre 1893 député de la Seine, quartier du Père-Lachaise (2e circonscription du 20e arrondissement, arrondissement dit « de Ménilmontant »).
Le problème du manque d'unité des socialistes refait surface dix ans plus tard, lors de l'affaire Dreyfus, quand la question de la participation au gouvernement divise Jean Jaurès et Jules Guesde. Dans la lutte entre les « révolutionnaires » et les « réformateurs », il adopte une position intermédiaire. En 1898 il est réélu député de la Seine. Le CRC, la formation vaillantiste se transforme en Parti socialiste révolutionnaire (P.S.R.).

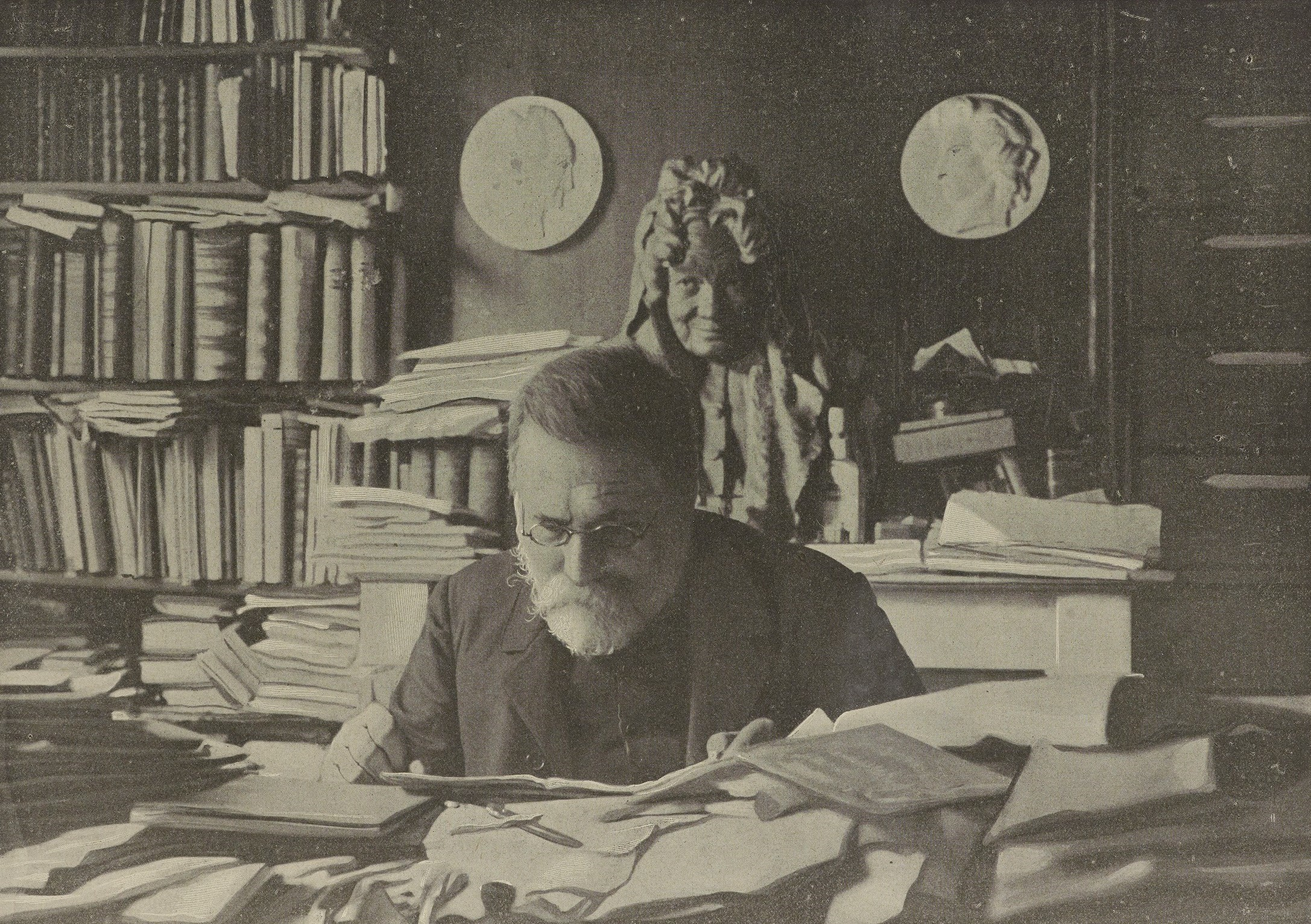
Edouard Vaillant dans son cabinet de travail en 1906.

Dirigeant du PSR, il participe à l'unification du mouvement socialiste français. En 1901, il prend part à la fusion avec le Parti ouvrier et l'Alliance communiste révolutionnaire au sein de l'Unité socialiste révolutionnaire (qui aboutit à la formation en 1902 du Parti socialiste de France), puis, en 1905, à la fusion avec le Parti socialiste français qui permet la formation de la Section française de l'Internationale ouvrière (SFIO). Figure majeure du parti avec Jaurès, Guesde et Allemane (autre ancien Communard), il est accueilli dans les assemblées et les congrès socialistes au cri de « Vive la Commune ! ».

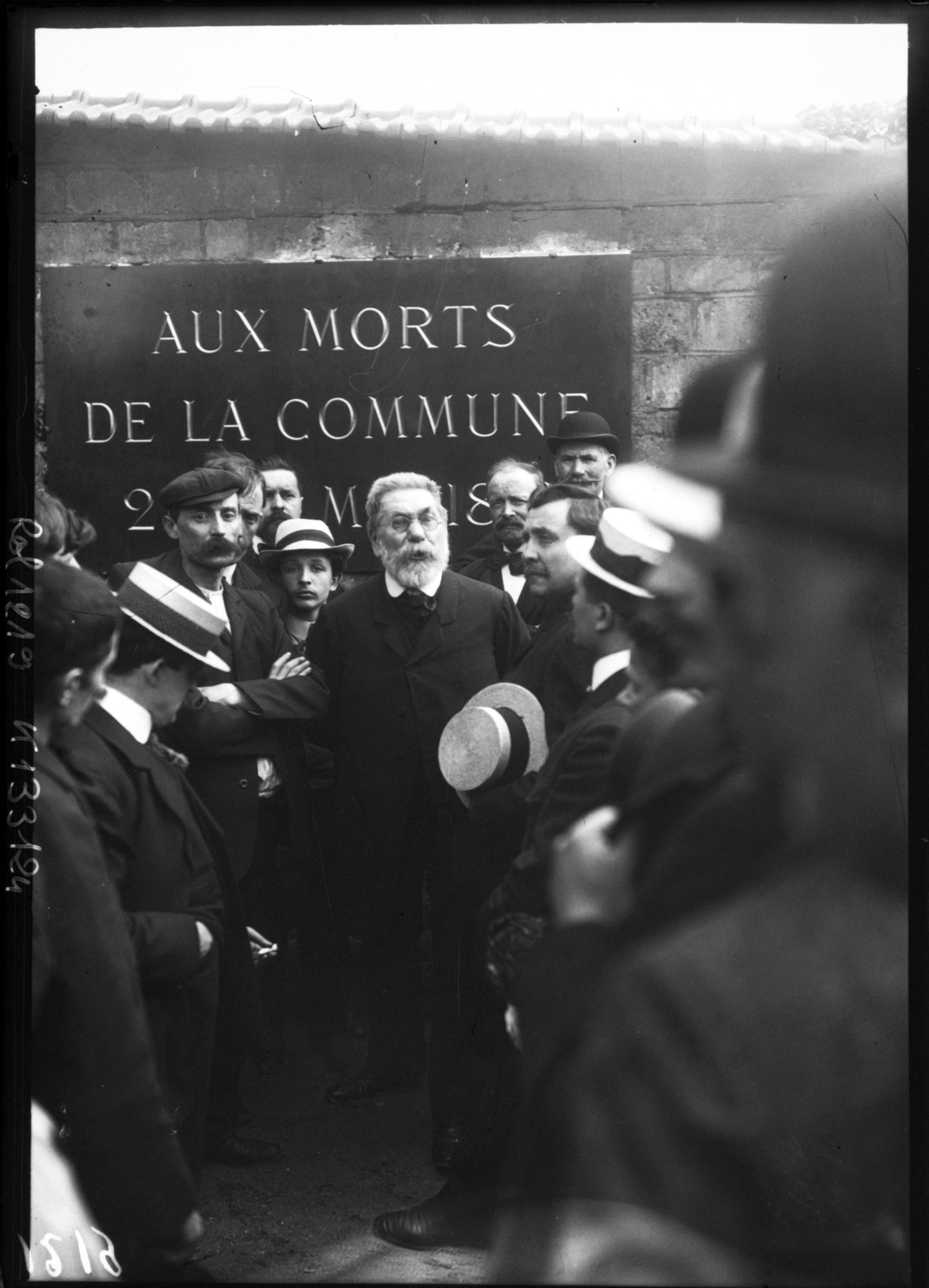
Edouard Vaillant (au centre), au Père-Lachaise, devant le Mur des Fédérés, en 1908.

Défenseur de la première loi sur l'hygiène du 15 février 1902, il trouve en Henri Sellier et Jules-Louis Breton deux disciples qui, dans le domaine du logement et de la santé au travail, vont poursuivre son travail concernant la défense du droit à la santé pour tous,. Engagé en faveur de la laïcité et de la liberté de conscience, il est l'un des inspirateurs de la loi de séparation des Églises et de l'État (1905), pour laquelle il accepte certains compromis avec les centristes. Il promeut l’autonomie et la liberté d’action et de décision des syndicats par rapport aux politiques ; ces principes seront adoptés par la charte d'Amiens (1906) de la Confédération générale du travail (CGT). Il est aussi l'un des hommes politiques français les plus en pointe sur la critique du colonialisme, dénonçant avec vigueur la répression coloniale en Tunisie et au Maroc. En 1904, au congrès du Parti socialiste de France, il insiste sur le devoir de tout élu socialiste de s’opposer aux conquêtes coloniales.
En tant que député socialiste, il défend les libertés communales, la journée de huit heures, l'extension des assurances maladie, chômage, invalidité... Il est candidat de la SFIO à l'élection présidentielle de janvier 1913, arrivant troisième avec un peu plus de 8 % des voix, derrière le candidat radical Jules Pams et le républicain modéré Raymond Poincaré. Il est ainsi le premier socialiste à se porter candidat à ce poste, le deuxième si on considère comme tel le républicain François-Vincent Raspail de 1848.
Comme la grande majorité des socialistes, il se rallie à l'Union sacrée après l'assassinat de Jean Jaurès. Affecté par l’assassinat de Jaurès et épuisé par un travail ininterrompu de 50 ans de militantisme, il meurt à son domicile parisien, 15 villa du Bel-Air, dans la nuit du 18 décembre 1915, à l’âge de 75 ans. Après une cérémonie à Paris, sa dépouille est transportée à Vierzon.

## Famille
Édouard Vaillant est l'arrière-grand-père d'Élisabeth Badinter par sa petite-fille, Sophie Vaillant, qui se maria avec le fils d'émigré juif russe Marcel Bleustein (devenu Marcel Bleustein-Blanchet après ses activités dans la Résistance), fondateur du groupe Publicis.
Il est aussi le beau-père d'Hélène Gosset, épouse de son fils Jacques Vaillant, une journaliste et militante pour la cause des femmes, des enfants et pour la paix.

## Rues et monuments
Il existe des rues Édouard Vaillant à Alfortville, Bagnolet, Bezons, Bondy, Bourges, Chevilly-Larue, Colombes, Creil, Drancy, Eaubonne, Erre, Épernay, Fontenay-sous-Bois, Grenoble, Le Havre, Levallois-Perret, Liévin, Lille, Montreuil, Nouzonville, Oullins, Outreau, Perpignan, Puteaux, Rive-de-Gier, Romans-sur-Isère, Romorantin-Lanthenay, Roubaix, Sainghin-en-Weppes, Saint-Cyr-l'École (dans cette commune "rue docteur Vaillant/RD7"), Saint-Denis, Saint-Étienne, Saint-Florent-sur-Cher, Saint-Fons, 
aint-Quentin, SD

### Notices biographiques
- Jules Clère, Les hommes de la Commune : Biographie complète de tous ses membres, Paris, Libraire-éditeur É. Dentu, 1871, xiv-195, 1 vol. in-18 (OCLC 457798492, lire en ligne sur Gallica), p. 165-168
  - Jules Clère, Les hommes de la Commune : Biographie complète de tous ses membres, Paris, Libraire-éditeur É. Dentu, 1871, 4e éd. (1re éd. 1871), vi-215, 1 vol. in-18 (lire en ligne sur Gallica), p. 182-185
- Paul Delion, Les membres de la Commune et du Comité central, Paris, A. Lemerre éditeur, août 1871, 446 p. (lire en ligne sur Gallica), p. 211-216
- « Édouard Vaillant », dans le Dictionnaire des parlementaires français (1889-1940), sous la direction de Jean Jolly, PUF, 1960 [détail de l’édition]
- Bernard Noël, Dictionnaire de la Commune, Coaraze, L'Amourier éditions, coll. « Bio », avril 2021 (1re éd. 1971), 722 p. (ISBN 978-2-36418-060-4, ISSN 2259-6976, présentation en ligne), p. 767-768
- « Notice Vaillant Édouard [Vaillant Marie, Édouard] », sur maitron.fr, Le Maitron, dictionnaire bibliographique du mouvement ouvrier et du mouvement social, Association Les Amis du Maitron (consulté le 17 août 2021)